# Noyelles-lès-Seclin
Noyelles-lès-Seclin ist eine französische Gemeinde mit 839 Einwohnern (Stand: 1. Januar 2022) im Département Nord in der Region Hauts-de-France. Sie gehört zum Arrondissement Lille und zum Kanton Faches-Thumesnil. Die Einwohner werden Noyellois genannt.

## Geographie
Noyelles-lès-Seclin liegt etwa sieben Kilometer südsüdwestlich von Lille. Umgeben wird Noyelles-lès-Seclin von den Nachbargemeinden Wattignies im Norden und Osten, Seclin im Süden, Houplin-Ancoisne im Westen sowie Haubourdin und Emmerin im Nordwesten.

## Bevölkerungsentwicklung
| Jahr                       | 1962 | 1968 | 1975 | 1982 | 1990 | 1999 | 2006 | 2013 | 2020 |
| Einwohner                  | 318  | 306  | 358  | 1035 | 1011 | 846  | 893  | 859  | 852  |
| Quellen: Cassini und INSEE |      |      |      |      |      |      |      |      |      |

## Sehenswürdigkeiten
- Kirche Saint-Martin aus dem 16. Jahrhundert
- Kapelle Notre-Dame-de-Lourdes, 1929 erbaut
- Hôtel Echevinal, 1773 erbaut, altes Rathaus bis 1976, seit 2013 Monument historique

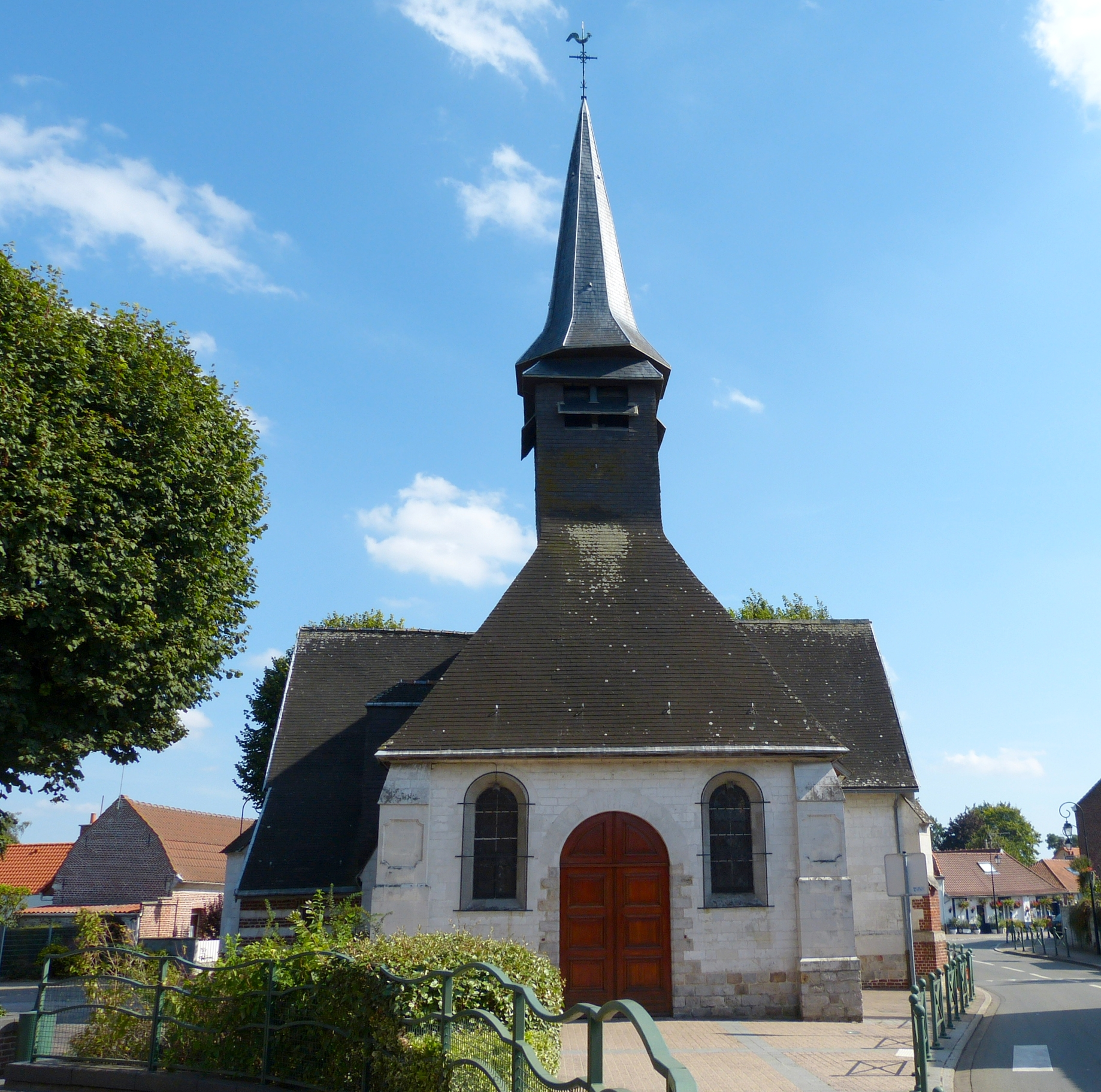
Kirche Saint-Martin
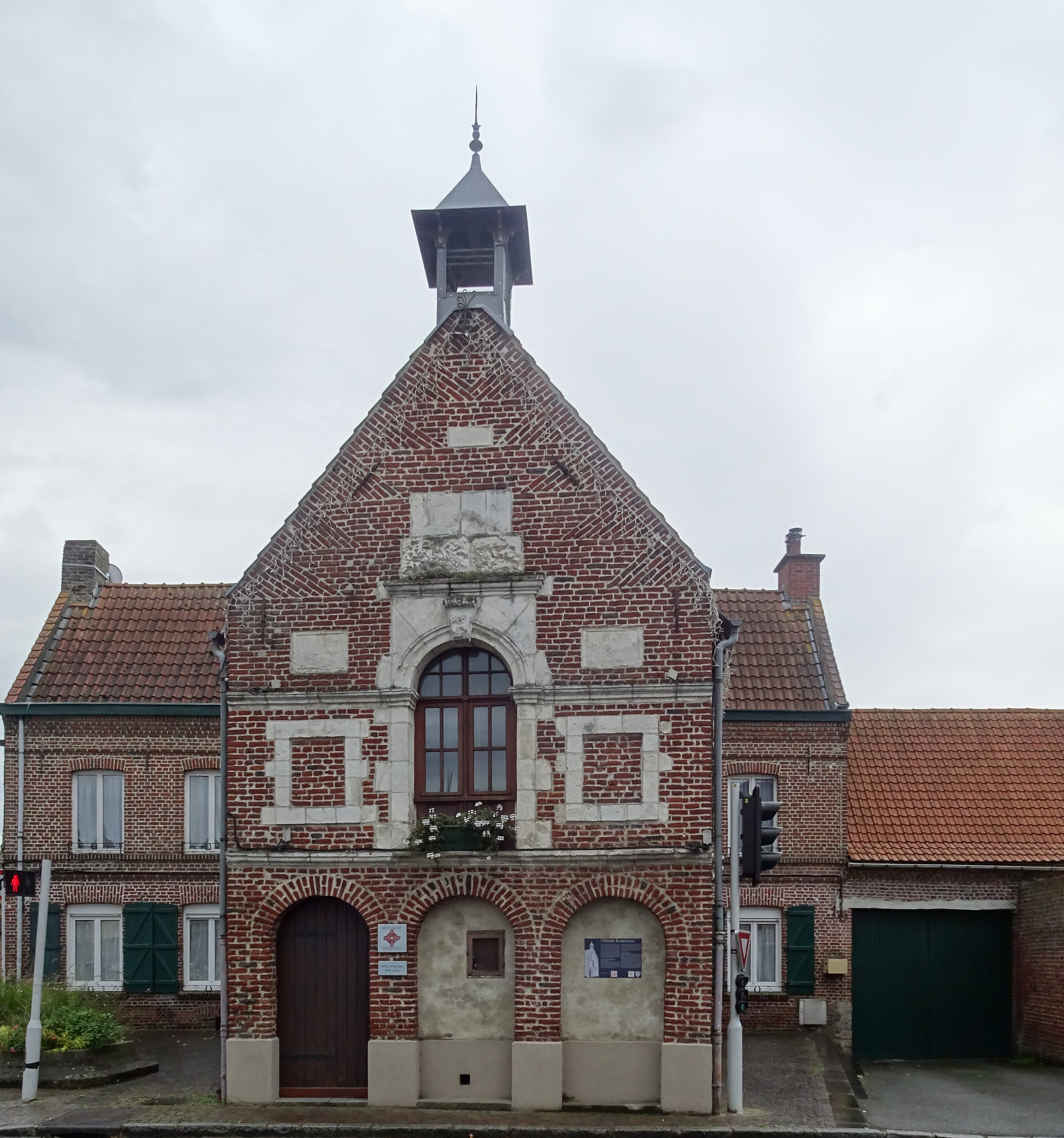
Ehemaliges Hotel „Échevinal“, heute Museum